# Flak-Scheinwerfer-Brigade II
Die Flak-Scheinwerfer-Brigade II war ein Kampfverband in Brigadestärke der Luftwaffe im Zweiten Weltkrieg.

## Einsatzgeschichte
Die Brigade wurde im September 1940 mit dem Gefechtsstand in Stade aufgestellt. Der Einsatz erfolgte im Raum Norddeutschlands bei der Nachtjagd im Zuge der Hellen Nachtjagd. Welche Flak-Regimenter ihr unterstanden, konnte nicht ermittelt werden. Die Brigade war der 1. Nachtjagd-Division zugewiesen.
Am 1. August 1941 wurde im Zuge der Umstrukturierung der 1. Nachtjagd-Division in das XII. Fliegerkorps die Brigade umgewandelt und erhielt die Bezeichnung und erhielt die Bezeichnung 2. Flakscheinwerfer-Division.

## Kommandeur
| Dienstgrad | Name              | Datum                                |
| ---------- | ----------------- | ------------------------------------ |
| Oberst     | Heino von Rantzau | 5. Dezember 1940 bis 10. August 1941 |